# Révolution de 1858 en Uruguay
 (avril 2025).
Si vous disposez d'ouvrages ou d'articles de référence ou si vous connaissez des sites web de qualité traitant du thème abordé ici, merci de compléter l'article en donnant les références utiles à sa vérifiabilité et en les liant à la section « Notes et références ».
La révolution de 1858 est un soulèvement organisé par des dissidents du Parti colorado contre le gouvernement légal de l'Uruguay. L'épisode se solda par la défaite des révolutionnaires et l'exécution de leurs chefs (notamment le général César Díaz).

## Contexte
Au lendemain de la Grande Guerre (1839-1851), l'Uruguay était un pays ravagé, exsangue et sous tutelle brésilienne alors que la population, épuisée par plus de dix ans de conflit, aspirait à une paix durable. Les intellectuels des deux partis de l'époque - les doctores - proposèrent alors de créer une nouvelle formation politique pour rassembler les Uruguayens et oublier les haines du passé. C'était le moyen, selon eux, d'en finir avec les causes des guerres civiles : les caudillos et les divisions entre les blancos et les colorados. Mais cette approche, dite « politique de fusion », ne fit pas l'unanimité. Les caudillos, blancos comme colorados, défendirent une autre vision, basée plutôt sur la négociation entre les partis traditionnels : la « politique de pactes ». 
Le premier président de l'après-guerre, le blanco Juan Francisco Giró, mena une « politique de fusion » et intégra des figures du mouvement colorado dans son gouvernement  : César Díaz, au ministère de la Guerre, et Venancio Flores, à la préfecture de police de Montevideo. Mais les vieilles divisions, profondément ancrées dans les mentalités, ne disparurent pas ; au contraire, elles s'accentuèrent et une mutinerie - menée par des militaires colorados - obligea le président à démissionner le 25 septembre 1853.
À partir de 1856, le président Gabriel Antonio Pereira conduisit à nouveau une « politique de fusion », mais dut affronter une vive opposition de la part du Parti conservateur (composé de colorados dissidents, profondément attachés aux valeurs du gouvernement de la Défense). Ces derniers menèrent une virulente campagne de presse pour dénoncer la nouvelle politique, et un gouvernement, selon eux, passé sous le contrôle des blancos. La situation empira rapidement : le président décida d'empêcher toute propagande des partis et interdit une réunion des colorados conservateurs, qui organisèrent alors une conspiration (dont les principaux organisateurs furent expulsés vers Buenos Aires) et qui refusèrent de participer aux élections de novembre 1857. L’affrontement était inévitable. Les révolutionnaires se préparèrent avec l'aide des unitaires argentins, tandis que Gabriel A. Pereira se rapprocha du Brésil et du fédéraliste Justo José de Urquiza. La rapidité des événements empêcha cependant toute internationalisation des hostilités.

## Soulèvement et « massacre de Quinteros »
En décembre 1857, les révolutionnaires se soulevèrent dans divers endroits du pays. Le 6 janvier de l'année suivante, César Díaz débarqua à Montevideo et tenta de prendre la ville, mais sans succès. Il se dirigea ensuite vers l'intérieur du pays où, sans le soutien des caudillos colorados, il essuya deux défaites : la première, le 16 janvier, sur la rivière Cagancha face au colonel Lucas Moreno ; la seconde, le 28 janvier, au lieu-dit Paso de Quinteros - sur le Río Negro - face au général Anacleto Medina (qui garantit la vie des chefs rebelles en échange de la reddition, alors que le gouvernement les avait déjà condamnés à mort). Mais le président Gabriel A. Pereira, inflexible, refusa toute clémence et ordonna leur exécution.
A. Medina accomplit sa mission à partir du 1er février : les généraux César Díaz et Manuel Freyre (l'un des Trente-trois Orientaux), ainsi que de nombreux colonels et officiers – soit cent cinquante-deux personnes d'après certaines sources – furent éliminés. Cet acte, qui mit fin à la révolution de 1858, consterna la population et passa à l'histoire sous le nom de "Massacre de Quinteros" ou d'"Hécatombe de Quinteros". Le Parti colorado présenta les exécutions comme d'ignobles crimes perpétrés par un gouvernement blanco et l'épisode devint, pour longtemps, une référence incontournable de la geste et du martyrologe colorados. 
La défaite des révolutionnaires, ainsi que la mort de Manuel Oribe en novembre 1857 et l'éloignement de Venancio Flores, permirent au président Gabriel A. Pereira de terminer son mandat dans un climat de relative tranquillité. Pourtant, l'épisode de Quinteros raviva les haines entre les partis traditionnels et contribua, par la suite, à l'échec de la « politique de fusion » dans le pays.